# Румянцев, Сергей Степанович
Сергей Степанович Румянцев (1906 — 1969) — советский партийный деятель, первый секретарь Амурского (1942—1943)  и Омского (1943—1949) обкомов ВКП(б).

## Биография
Член ВКП(б) с 1929 г. В 1950 г. окончил Курсы переподготовки при ЦК ВКП(б).
- 1939—1940 гг. — секретарь Хабаровского краевого комитета ВКП(б) по кадрам,
- 1940—1942 гг. — второй секретарь Хабаровского краевого комитета ВКП(б),
- 1942—1943 гг. — первый секретарь Амурского областного комитета ВКП(б),
- 1943—1949 гг. — первый секретарь Омского областного комитета ВКП(б),
- 1950—1951 гг. — инспектор ЦК ВКП(б),
- 1951—1955 гг. — первый секретарь Великолукского областного комитета ВКП(б) — КПСС,

Кандидат в члены ЦК КПСС (1952—1956). Депутат Верховного Совета СССР 2, 4 созывов.

## Награды и звания
Награждён орденом Трудового Красного Знамени.